# Великий Сурмет
Великий Сурме́т (рос. Большой Сурмет) — село у складі Абдулинського міського округу Оренбурзької області, Росія.

## Населення
Населення — 277 осіб (2010; 472 у 2002).
Національний склад (станом на 2002 рік):
- мордва — 88 %